# Francisco Tuttavilla y del Tufo
Francisco de Tuttavilla y del Tufo, marquis puis duc de San Germán (duca di San Germano) en 1650, duc de Sasón (duca di Sassone), commandeur de Peñausende de l'ordre de Santiago, sieur de Campana de Albalá et Saucedilla, est un noble et militaire italien ayant servi dans l'armée espagnole et vice-roi, au service des rois d'Espagne Philippe IV et de Charles II, né à Naples en 1604 et mort à Madrid le 30 janvier 1679.

## Biographie
Il est le fils d'Ottavio Tuttavilla (mort le 5 février 1619) et de Porzía del Tufo, nobles napolitains. Il a commencé sa carrière militaire à l'âge de 15 ans, en 1623. Il est général d'artillerie de l'armée espagnole 20 ans plus tard et participe à la guerre des faucheurs, en Catalogne. Il commande l'artillerie espagnole pendant le siège de Lérida et participe à la bataille des Quatre Pilans, en mai 1644, à la tentative de secourir Balaguer, à l'attaque des Avellanes, en août 1645. En mai 1646, il apporte un secours victorieux à Lérida. Il est alors nommé gouverneur de Tarragone et sa première action a été menée contre Montblanc à la fin mai 1646. Le 15 octobre 1647, il attaque Constantí. Condé, vice-roi français de Catalogne, envoie le maréchal de Gramont pour obliger les Espagnols à lever le siège.
En avril 1649, il est nommé capitaine général commandant l’armée et de la province d’Estrémadure à Badajoz et le reste jusqu'en 1664. Il a combattu aux sièges d’Olivence, de Badajoz et de Monção, pendant la guerre de restauration portugaise, de 1657 à 1658. Il est nommé chevalier de l'ordre de Santiago le 23 septembre 1653 et fait partie du Conseil de Sa Majesté.
Pendant son séjour à Bardajoz, la piété du duc l'a amené à soutenir la création de la confrérie de Notre-Dame de la Solitude. Il a commandé la statue de Notre-Dame de la Solitude (Virgen de la Soledad ou Nuestra Señora de la Soledad en espagnol) en 1660. Cette statue, arrivée à Badajoz en 1661, a été placée le 1er avril 1664 dans l'ermitage de la Vierge de la Solitude (Ermita de la Virgen de la Soledad).
Il a été Vice-roi de Navarre du 26 avril 1664 à la fin de l'année 1668. À la fin de 1668, il a été nommé pour succéder au vice-roi de Sardaigne, Manuel de los Cobos y Luna, 4e marquis de Camarasa, qui a été assassiné le 21 juin 1668. Il a occupé ce poste jusqu'en janvier 1673. Il est alors nommé vice-roi de Catalogne, du 17 août 1673 à octobre 1675.
Après la déclaration de guerre de l'Espagne pendant la guerre de Hollande, il pénètre dans le Roussillon par le col de Porteille avec une armée de 10 000 hommes et les Miquelets ou Angelets commandés par Josep de la Trinxeria, le 18 mai 1674, occupe le Vallespir et s'empare du fort de Bellegarde, tenu par les Français depuis le traité des Pyrénées signé le 7 novembre 1659 entre la France et l'Espagne. Il remporte le 19 juin la bataille de Maureillas contre une armée française dirigée par le maréchal de Schomberg où les Français ont eu 800 tués et 1 500 prisonniers.
Une révolte à Messine contre la domination espagnole,,en 1675, l'a contraint à envoyer plusieurs de ses troupes pour réprimer la rébellion. Le maréchal de Schomberg a pu reprendre le fort de Bellegarde.
Le duc Francisco de Tuttavilla y del Tufo était marié à Catalina de Cárdenas Colón de Toledo y Portugal, 14e comtesse de Puebla del Maestre et 5e marquise de Bacaresune, noble espagnole, ayant des ancêtres principalement portugais, décédée à Madrid le 4 janvier 1701. Le couple n'a pas eu d'enfants.

## Famille Tuttavilla
- Cardinal Guillaume d'Estouteville, liaison avec Girolama Togni
  - Jérôme d'Estouteville, Girolamo Tuttavilla, seigneur de Frascatiet de Nemi, marié en 1483 à Ippolita Orsini, comte de Sarno en 1495
    - Ascanio Tuttavilla
    - Guglielmo Tuttavilla, seigneur de Sarno, marié à Costanza Palagano,
      - Girolamo II Tuttavilla, marié à Beatrice Colonna, dame de Calabritto,
        - Vincenzo I Tuttavilla, comte de Sarno, marié à Maria Orsini,
          - Guglielmo Tuttavilla (1548-1569), évêque de Sarno
          - Muzio Tuttavilla (†1599), comte de Sarno, marié à Giulia Colonna,
            - Vincenzo II Tuttavilla (†1614), comte de Sarno, marié en 1614 à Vittoria Caracciolo,
            - Maria Lucrezia Tuttavilla, comtesse de Sarno, mariée en 1608 à Pierfrancesco Colonna, prince de Gallicano,

          - Pompeo Tuttavilla (†1591), baron de Calabritto, marié à Silvia Pappacoda,
            - Prospero Tuttavilla (†1620), baron de Calabritto, marié en 1589 à Maria Pignatelli,
              - Girolama Tuttavilla, mariée en 1617 avec Orazio I Tuttavilla

          - Marco Antonio Tuttavilla,
          - Orazio Tuttavilla, marié à Costanza Sanseverino,
            - Ottavio Tuttavilla (†1619) marié à Porzia del Tufo,
              - Orazio I Tuttavilla (1591- ), duc de Calabritto, marié en 1617 à Girolama Tuttavilla, fille de Prospero Tuttavilla, baron de Calabritto,
                - Prospero Tuttavilla (†1658), duc de Calabritto, maître de camp d'infanterie en 1647,

              - Nicola Tuttavilla (1592- ),
              - Margherita Costanza Tuttavilla (1593- ),
              - Anna Maria Tuttavilla (1599- ),
              - Giovanni Battista Tuttavilla (1601- ),
              - Francesco Tuttavilla y del Tufo (1604-1679), duc de Sassone, duc de San Germano,
              - Dorotea Tuttavilla (1606-1630),
              - Vincenzo I Tuttavilla (1608-1678), duc d'Oliva, duc de Calabritto en 1658, marié à Luigia Cavaniglia,
                - Francesco Ottavio Tuttavilla (1664-1723), seigneur de Minervino, duc de San Germano,
                - Orazio II Tuttavilla (1665-1695), duc de Calabritto , duc de San Germano, marié en 1683 avec Faustina Caracciolo (†1737),
                  - Vincenzo II Tuttavilla (1692-1731), duc de Calabritto, duc de San Germano, seigneur de Minervino, marié en 1716 avec Artemisia Colonna,
                    - Orazio III Tuttavilla (†1732), duc de Calabritto,
                    - Francesco Tuttavilla (1726-1765), duc de Calabritto, duc de San Germano, seigneur de Minervino, marié en 1749 avec Petronilla de Ligneville (1733-1793), princesse de Conca di Cospoli,
                      - Vincenzo III Tuttavilla (1752-1805), duc de Calabritto, duc de San Germano, seigneur de Minervino, prince de Conca di Mignano, duc de Mignano,
                        - Francesco Tuttavilla (1775-1834), prince de Conca di Mignano, duc de Calabritto, duc de San Germano, duc de Mignano, marié en 1798 avec Maria Imara Caracciolo,
                          - Maria Teresa Tuttavilla (1810-1883), duchesse de Mignano, mariée en 1839 avec Alessandro Nunziante (1815-1881),
                          - Luigi Tuttavilla (1818-1886), prince de Conca di Mignano, duc de Calabritto, duc de San Germano, marié en 1842 avec Amalia Story (†1905),
                            - Francesco Tuttavilla (1843-1920), prince de Conca di Mignano, duc de Calabritto, duc de San Germano, marié en 1872 avec Eleonore Murray
                            - Carlo Enrico Tuttavilla (1845-1918),
                              - Luigi Tuttavilla (1897- ), prince de Conca di Mignano, duc de Calabritto, duc de San Germano,

              - Girolamo Tuttavilla,
              - Ascanio Tuttavilla,

          - Fulvio Tuttavilla,

## Sources
- (en) Cet article est partiellement ou en totalité issu de l’article de Wikipédia en anglais intitulé « Francisco de Tutavilla y del Rufo, Duque de San Germán » (voir la liste des auteurs).